# ماري ريتشاردسون
ماري ريتشاردسون (بالإنجليزية: Mary Richardson) (و. 1889 – 1961 م) هي سياسية، وناشطة حق تصويت المرأة كندية، وكانت عضوةً في الاتحاد الاجتماعي والسياسي للمرأة، توفيت في هيستينغز، عن عمر يناهز 72 عاماً.
.